# Catualda
Catualda (auch Katualda, Katwalda oder Catvalda) war ein im frühen 1. Jahrhundert n. Chr. lebender Adliger aus dem germanischen Stamm der Markomannen, der um 18 n. Chr. deren König Marbod stürzte und daraufhin wohl kurzzeitig selbst als markomannischer König regierte.

## Name
Der zweigliedrige germanische Name Catualda in latinisierter Überlieferung (Tacitus, Annales 2,62–63) zeigt im ersten Glied eine Interpretatio Gallica *catu- = Kampf- des germanischen *haþu-. In Verbindung mit dem zweiten Glied -valda zu germanisch *waldan = beherrschen, obwalten ergibt die Vollform *Haþuwalda = der (den) Kampf Beherrschende, vergleichbar mit dem Beleg des zeitgenössischen westgermanischen Batavers Chariovalda.

## Geschichte
In den erhaltenen antiken Quellen wird Catualda nur vom römischen Historiker Tacitus erwähnt. Über die Abstammung von Catualda ist nichts Näheres bekannt. Noch in seinen Jugendjahren stehend wurde er von Marbod vertrieben, sodass er aus dessen Reich flüchten musste und eine Weile bei den Gotonen wohnte. Im Jahr 17 n. Chr. wurde aber Marbods Macht durch dessen Kampf mit Arminius, dem Fürsten der Cherusker, entscheidend geschwächt. Im folgenden Jahr fiel Catualda, der wohl Unterstützung von Drusus dem Jüngeren erhielt, mit einer bedeutenden Streitmacht im Markomannenreich ein. Er gewann andere markomannische Adlige durch Bestechung für sich und konnte Marbods Königssitz erobern. Marbod musste ins Römische Reich fliehen und wurde in Ravenna festgesetzt.
Wahrscheinlich etablierte sich Catualda nach der Flucht seines Widersachers als neuer Machthaber der Markomannen, vermochte sich aber ebenfalls nicht lange in dieser Herrscherstellung zu behaupten. Dem Angriff der von ihrem König Vibilius angeführten Hermunduren war er militärisch nicht gewachsen, sodass er ebenfalls Zuflucht zu den Römern nehmen musste. In deren Provinz Gallia Narbonensis erhielt er Forum Iulii (das heutige Fréjus) als Wohnsitz zugewiesen. Sein germanisches Gefolge musste sich jenseits der Donau ansiedeln, wo es unter der Regierung von Vannius, dem romfreundlichen König der Quaden, stand. Das weitere Schicksal und das Todesjahr des Catualda sind aufgrund fehlender Quellenangaben unbekannt.

## Antike Quelle
- Tacitus, Annales 2,62–63.